# Stuart Hagmann
Stuart R. Hagmann (nascut a Sturgeon Bay (Wisconsin) el 2 de setembre de 1942) és un director de televisió i cinema principalment actiu des del 1968 fins al 1977.
El seu treball televisiu inclou episodis de la sèrie Mission: Impossible i Mannix. En cinema s'ha destacat per dirigir The Strawberry Statement (1970), que va guanyar el Premi del Jurat del Festival de Canes.